# Ja, die Liebe lebe hoch/Mein guter Stern
Ja, die Liebe hoch/Mein guter Stern, pubblicato nel 1963, è un 45 giri della cantante italiana Mina.

## Tracce
1. Ja, die Liebe lebe hoch! (When the Saints Go Marching In) - 2:22 -
 (Luther G. Presley - Virgil Oliver Stamps) Testo Tedesco: Udo Westgard - Hans Bradtke 1963
2. Mein guter Stern (Your other love) - 2:08 -
 (Claus Ogerman - Ben Raleigh) Testo Tedesco: Fini Busch 1963

## Storia
Il disco è stato pubblicato solo in Germania solo per il mercato tedesco.